# Hängeförderanlage

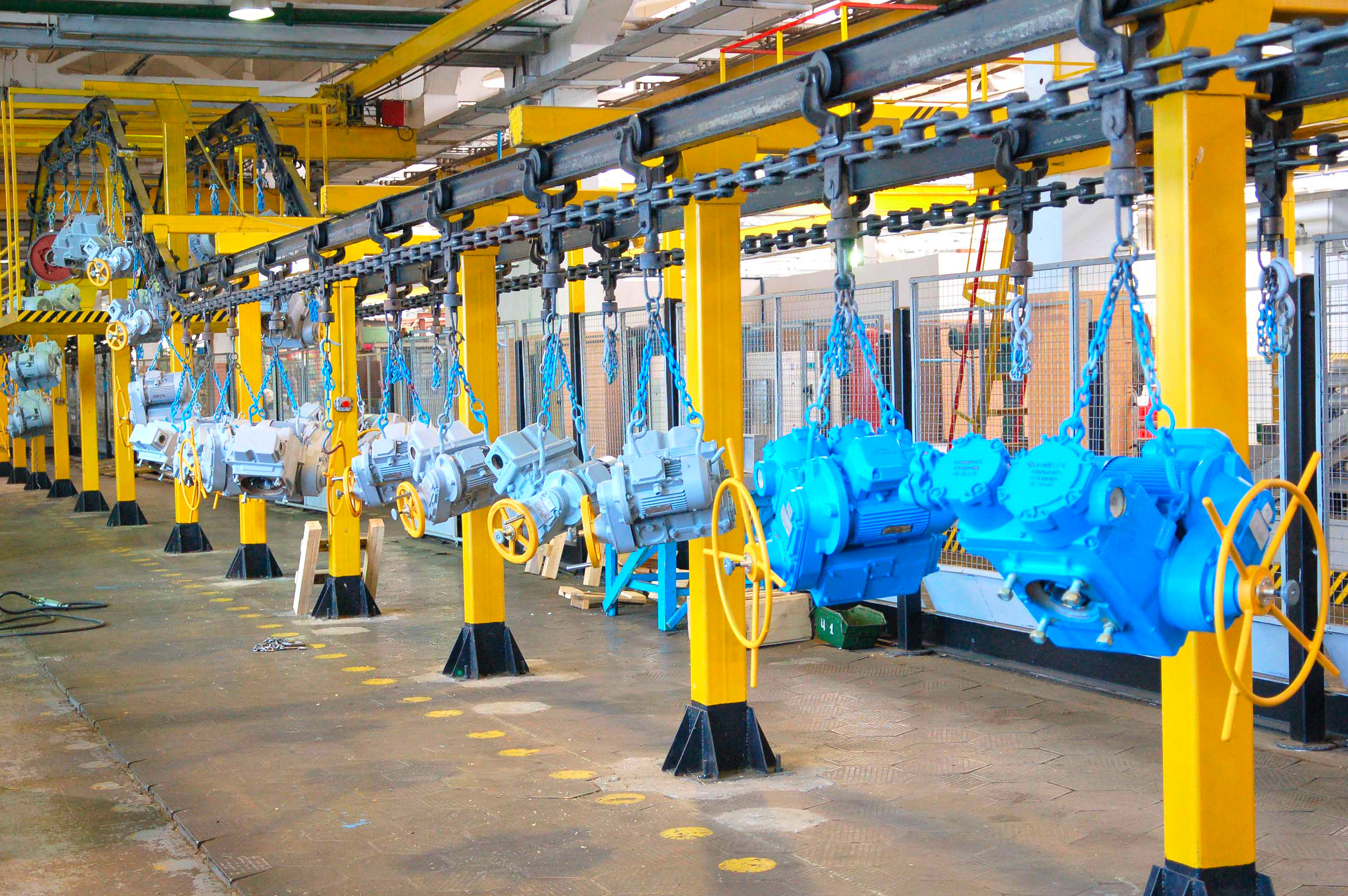
Hängeförderanlage mit Kettenantrieb und separater Führungsschiene

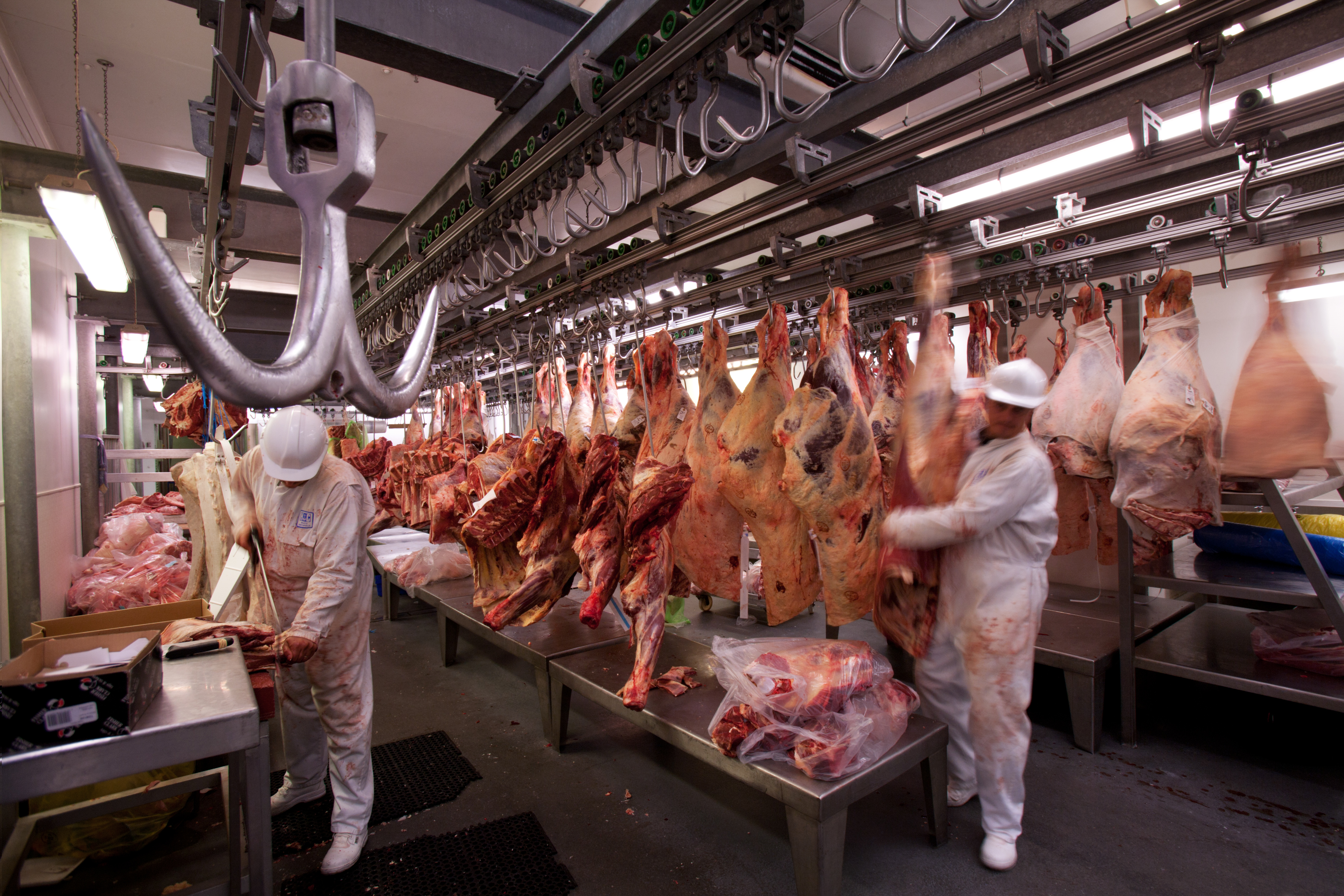
Handförderanlage

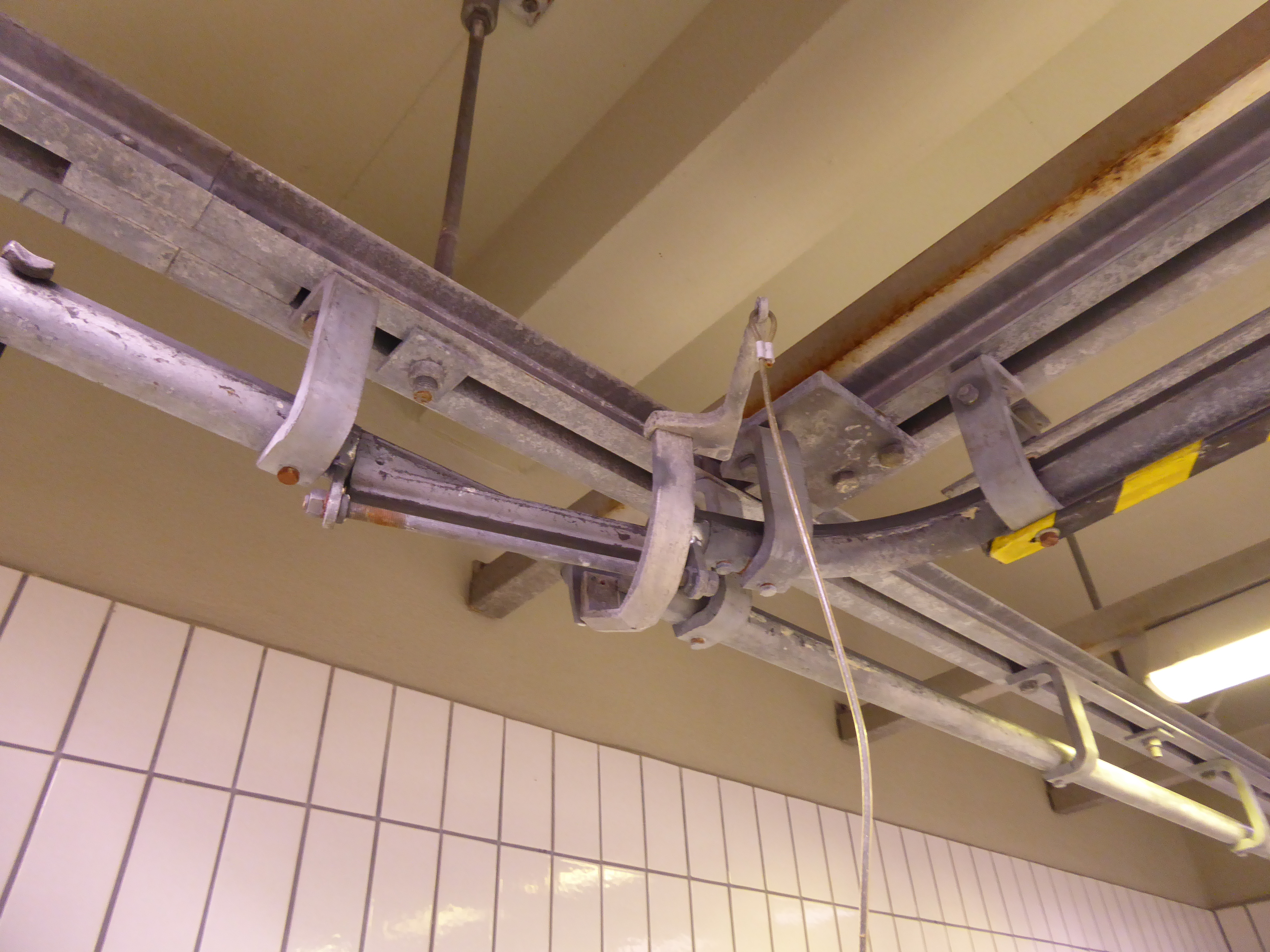
Weiche

Eine Hängeförderanlage oder (im Kleinen) ein Hängeförderer dient dem Transport von Stückgut. Ein Tragprofil wird entweder von der Decke der Halle abgehängt oder, wenn die Decke zu hoch ist, an einer zusätzlichen Ständerkonstruktion angebracht.
Auf diesem Tragprofil werden Laufwagen oder sogenannte Trolleys bewegt. Der Antrieb erfolgt bei einfachen Anlagen von Hand (durch Weiterschieben der Trolleys) oder durch einen Schleppkettenantrieb. Die Schleppkette läuft umlaufend in einem Führungsprofil. Eine Spann- und Antriebsstation strafft die Kette und erzeugt den Vortrieb in der gewünschten Laufrichtung. An der Schleppkette sind in regelmäßigen Abständen Mitnehmer montiert, die den Trolley greifen und ziehen. Die Trolleys werden mit dem zugehörigen Stückgut beladen.
Typischer Ablauf:
- Beladestation
- ein oder mehrere Arbeitsstationen
- Entladestation
- Leerfahrt zur Beladestation.

Bei Kleinanlagen ergibt sich so ein geschlossener Kreislauf. Bei Großanlagen sind Verzweigungen (und damit Weichen für Ein- und Ausschleusung) die Regel.
Solche Anlagen dienen generell der Rationalisierung.

## Ausführungen
- Handhängeförderer ohne Schleppkette: im einfachsten Fall ist das Tragprofil umlaufend waagerecht. Im Sonderfall können Höhendifferenzen mit Aufzügen überwunden werden. Die Trolleys können meist leicht von Hand auf das Tragprofil (oder Hängsprofil oder Schiene) aufgesetzt oder entnommen werden.
- Hängeförderer mit Schleppkette und ohne separates Tragprofil: die Trolleys sind in diesem Fall fest mit der Schleppkette verbunden. Solche Anlagen gibt es selten.
- Hängeförderer mit Schleppkette und mit separatem Tragprofil: das ist der industrielle Standard. Im Zusammenhang mit den möglichen Teilaufgaben Kommissionieren, Lagern, Bearbeiten ergeben sich hier für die Rationalisierung vielfältige Möglichkeiten.

## Anwendungen
Eine Handförderanlage ist typisch für kleine Schlachthäuser. Hier können an Haken die Rinder- oder Schweinehälften zum Arbeitsplatz geschoben werden.
Auch Bekleidungstextilien werden damit häufig kommissioniert. Die LKW-Ladefläche kann die Trolleys aufnehmen. Hängeförderer mit Schleppkette sind oft in Lackieranlagen zu finden.